# Чернов, Георгий Матвеевич
Георгий Матвеевич Чернов (23 апреля 1907, Большое Мамлеево, Лукояновский район — 20 сентября 1979, Муром, Владимирская область) — парвозный машинист депо Муром Московско-Казанской железной дороги.

## Биография
Родился 23 апреля 1907 года в селе Большое Мамлеево Лукояновского района Нижегородской области в семье железнодорожника. В 14 лет остался без отца, и его как старшего в семье, в порядке исключения приняли в школу ФЗУ при Муромских паровозных ремонтных мастерских. В 1924 году умерла мать и 17-летний юноша стал единственным кормильцем большой семьи. Двух младших братьев отдали в детский дом, ещё одного взяла на воспитание бездетная семья. Оставшихся Георгий содержал сам.
В 1925 году приступил к работе слесаря в депо Муром, затем был поездной кочегаром, а с мая 1926 года — помощником машиниста. Имя приличный заработок, смог собрать воедино семью. За его первый жизненный подвиг — сохранение многочисленной семьи — Георгия друзья называли Ильёй Муромцем.
С июля по октябрь 1931 года — машинист депо Бирзула Юго-Западной железной дороги. В конце 1931 года вернулся в Муром, был назначен инструктором школы фабрично-заводского ученичества паровозоремонтного. С 1932 года — машинист депо станции Муром. В 1935 году Георгий Чернов включился в кривоносовское движение, стал инициатором вождения тяжеловесных поездов в своём депо. Много раз он завоёвывал призовые места во Всесоюзном соревновании. Вскоре ему доверили пассажирские поезда, которые он успешно водил до начала Великой Отечественной войны.
Когда началась война, Георгий перешёл в напарники к брату Алексею на паровоз Эм 725-91. Для обороны Москвы нужно было доставлять войска и вооружение. Из-за нехватки угля паровозы отапливали дровами. В работе широко применял метод Папавина и Лунина — Шолкина по уходу за локомотивом, Болонина -по отоплению паровоза дровами. Был награждён знаком «Отличный паровозник» и в 1943 году — знаком «Почётному железнодорожнику». На протяжении 1943 и 1944 годов неоднократно его локомотив по техническому состоянию объявлялся лучшим паровозом сети железных дорог СССР.
Указом Президиума Верховного Совета СССР от 5 ноября 1943 года «за особые заслуги в обеспечении перевозок для фронта и народного хозяйства и выдающиеся достижения в восстановлении железнодорожного хозяйства в трудных условиях военного времени» Чернову Георгию Матвеевичу присвоено звание Героя Социалистического Труда с вручением ордена Ленина и Золотой медали «Серп и Молот».
Братья Георгий и Алексей с новой энергией доставляли фронтовые грузы к Москве, получили новый паровоз Эр 750-11. В ноябре 1944 года Георгий был направлен на учёбу на Центральные технические курсы в Москве. 24 июня 1945 года он был почётным гостем на параде Победы. Ко Дню железнодорожника победного года в личное дело курсанта была записана благодарность. Ему вручили орден «Знак Почёта». Учился он по-фронтовому, упорно и настойчиво.
После окончания курсов был заместителем начальника депо Муром по эксплуатации, но его тянуло на локомотив. Ему вручили новый паровоз Су 250-31 и до ухода на заслуженный отдых в 1962 году водил пассажирские поезда.
Жил в городе Муром Владимирской области Скончался 20 сентября 1979 года. Похоронен на Вербовском кладбище города Мурома.
Награждён двумя орденами Ленина, орденом «Знак почета», медалями.